# Maldita foto
«Maldita foto» es una canción de la cantante argentina Tini y el cantante colombiano Manuel Turizo. Fue escrito por Tini y Turizo, junto a los compositores Julián Turizo, Juan Diego Medina y sus productores Mauricio Rengifo y Andrés Torres. Esta es la primera colaboración entre Tini y Turizo. La canción, junto con su video musical, fue lanzada el 19 de agosto de 2021 a través de Sony Music Latin y Hollywood Records como segundo sencillo de su cuarto álbum de estudio, Cupido (2023).

## Antecedentes
«Maldita foto» fue escrita por Tini y Manuel Turizo, junto con los compositores Mauricio Rengifo, Andrés Torres, Juan Diego Medina y Julián Turizo, mientras que la producción de la canción estuvo a cargo de Rengifo y Torres. Tini ha estado hablando de la canción desde mayo de 2021, donde señaló que es una canción con una hermosa melodía, y que está muy satisfecha con la nueva colaboración. Posteriormente se reveló que el artista con el que colaboró en esta canción es Manuel Turizo.

Con imágenes que Tini y Turizo compartieron en sus respectivas redes sociales, ambos artistas dieron a conocer adelantos de esta colaboración días antes del lanzamiento del tema. El 16 de agosto de 2021, lanzaron el verso de la canción y revelaron cómo saldrá la canción el 19 de agosto de 2021. Material que dialoga con un vídeo musical en el que aparecen muy unidos. Hablando del concepto de la canción, en entrevista con el medio “You Online”, Tini y Turizo dijeron:
«Maldita foto» canta sobre la ruptura de una relación. Se van a sentir muy identificados con la letra, y la música les hace bailar y sonreír, a pesar de que al mismo tiempo cuenta una historia no tan buena. Es como procesar el dolor a través de una música hermosa.

## Composición
«Maldita foto» es una canción principal de pop latino con algunos elementos de reguetón, que Tini y Turizo suelen interpretar en sus últimas canciones. También este estilo representa la música latinoamericana. Además de los elementos del reguetón, una guitarra eléctrica también está presente durante unos segundos al principio y al final de la canción.

Manuel Turizo agregó durante una entrevista para la revista «¡Hola!»:
«Me despierto pensando en la música, es parte de mis conversaciones, de mis hobbies. En mi tiempo libre me gusta estudiar el negocio de la música, ver y saber qué está pasando, quién sale, cuál es el nuevo sonido de todos que quiere escuchar».

## Música y letra
Musicalmente, la canción es de pop latino, que presenta sonidos de reguetón y algunos sonidos de guitarra eléctrica durante unos segundos al principio y al final. Líricamente, la canción habla sobre una ruptura en una relación, dos ex que se notan en una foto tomada en el momento adecuado, y luego en un viaje al pasado recordando el tiempo que pasaron juntos.

## Video musical
El rodaje del video musical de la canción tuvo lugar en Miami del 18 al 19 de mayo de 2021. Se publicó un teaser del video en las redes sociales de ambos artistas el 17 de agosto de 2021. El video musical oficial fue lanzado dos días después en el canal oficial de YouTube de Tini. El video musical tuvo medio millón de visitas en los primeros minutos de su lanzamiento.
Tini y Turizo interpretan a ex-amantes en video musical. El vídeo musical comienza cuando Tini y su novio entran a un restaurante para tener una cita. Tini saca su celular y su novio le toma una foto. Al otro lado, en la otra mesa está Turizo con su novia. La novia de Turizo también le toma una foto. Dos ex-amantes que, de manera verdaderamente fortuita, se ven en una foto tomada en el momento y lugar correctos. A partir de entonces, es un viaje al pasado recordando el tiempo que pasaron juntos.

## Posicionamiento en listas
| Lista (2021)                              | Mejor posición |
| ----------------------------------------- | -------------- |
| Argentina (Argentina Hot 100)             | 10             |
| Argentina Airplay (Monitor Latino)        | 1              |
| Argentina National Songs (Monitor Latino) | 1              |
| Costa Rica Urbano (Monitor Latino)        | 5              |
| Ecuador Urbano (Monitor Latino)           | 11             |
| El Salvador (Monitor Latino)              | 13             |
| Mexico Airplay (Billboard)                | 46             |
| Mexico Espanol Airplay (Billboard)        | 17             |
| Paraguay (SGP)                            | 19             |
| España (PROMUSICAE)                       | 87             |
| EE. UU. Latin Pop Airplay (Billboard)     | 15             |
| Uruguay (Monitor Latino)                  | 3              |

| Lista (2021)                             | Mejor posición |
| ---------------------------------------- | -------------- |
| Argentina (Monitor Latino)               | 40             |
| Argentina Latin Airplay (Monitor Latino) | 30             |

## Certificaciones
| País      | Organismo certificador | Certificación | Unidades/ventas certificadas | Ref.   |
| --------- | ---------------------- | ------------- | ---------------------------- | ------ |
| Argentina | CAPIF                  | platino       | 20 000                       | [ 21 ] |
| Uruguay   | CUD                    | platino       | 4 000                        | [ 21 ] |
| Perú      |                        | platino       |                              | [ 21 ] |

## Créditos y personal
Adaptados de Tidal.
- Tini – voz, composición
- Manuel Turizo – voz, composición
- Juan Diego Medina Vélez – composición
- Laura Mercedez – ingeniera de grabación
- Tom Norris – ingeniero de mezcla, ingeniero de masterización
- Mauricio Rengifo – producción, composición, ingeniero de grabación, programación
- Andrés Torres – producción, composición, ingeniero de grabación, programación
- Julián Turizo Zapata – composición
- Sebastián Chicchón – diseñador gráfico

## Reconocimientos
| Año  | Organización  | Premio                       | Resultado | Ref.   |
| ---- | ------------- | ---------------------------- | --------- | ------ |
| 2021 | Quiero Awards | Mejor video femenino         | Nominado  | [ 23 ] |
| 2021 | Quiero Awards | Mejor reunión extraordinaria | Nominado  | [ 23 ] |

## Historial de lanzamiento
| Región | Fecha                | Formato(s)                   | Discográfica     | Ref.   |
| ------ | -------------------- | ---------------------------- | ---------------- | ------ |
| Varios | 19 de agosto de 2021 | Descarga digital • streaming | Sony Music Latin | [ 24 ] |